# Adalbert Krims

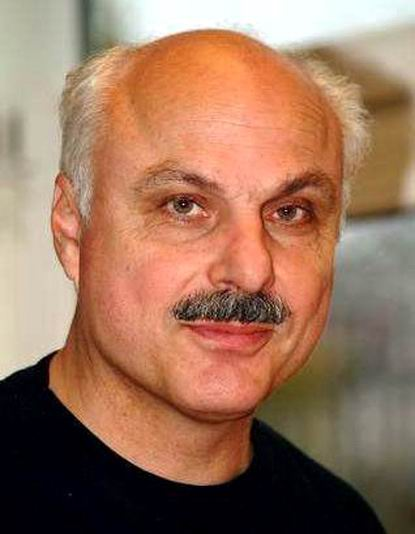
Adalbert Krims, 2009

Adalbert Krims (* 17. April 1948 in Freistadt, Oberösterreich) ist ein österreichischer Journalist.

## Leben und Wirken
Adalbert Krims ist der Sohn eines Gymnasiallehrers und besuchte nach der Volksschule die Unterstufe des Gymnasiums von Freistadt und anschließend die Handelsakademie von Linz, wo er 1966 die Matura ablegte. Ein Studium der Sozialwissenschaft an der Johannes Kepler Universität Linz brach er wieder ab, um danach zwei Jahre als Organisationssekretär im Bischöflichen Seelsorgeamt der katholischen Diözese Linz zu arbeiten (Diözesansekretär der Katholischen Studierenden Jugend – KSJ). Parallel dazu studierte er zwei Semester Religionspädagogik an der diözesanen Religionspädagogischen Akademie. Im Schuljahr 1969/70 unterrichtete er als römisch-katholischer Religionslehrer an einer Linzer Hauptschule. Von 1968 bis 1970 war er ehrenamtlich „Diözesanjugendführer“ (Vorsitzender der Katholischen Jugend) seiner Diözese. Er gehörte auch dem obersten Leitungsgremium für die Vorbereitung der Linzer Diözesansynode an, bis er im März 1970 vom damaligen Linzer Diözesanbischof Franz Zauner aller kirchlichen Funktionen enthoben wurde.
Mit seiner Übersiedlung nach Wien im September 1970 wurde er Redakteur der Zeitschrift „Neues FORVM“. Von 1971 bis 1976 war er Generalsekretär der Österreichischen Sektion der Internationalen Paulusgesellschaft, und von 1971 bis 1990 war er in der entwicklungspolitischen Informationsarbeit einiger NGOs tätig, davon 16 Jahre im Wiener Institut für Entwicklungsfragen. Außerdem arbeitete er als freier Journalist für verschiedene Zeitungen und Zeitschriften in Österreich und Deutschland. Mehrere Jahre war er Wien-Korrespondent der Dritte-Welt-Nachrichtenagentur „Inter Press Service“ (IPS). Von 1991 bis 1995 war er auch als Konsulent für das Staatssekretariat für Entwicklungszusammenarbeit im Bundeskanzleramt tätig.
Seit Oktober 1991 war er beim Österreichischen Rundfunk (ORF) Redakteur des deutschsprachigen Dienstes von „Radio Österreich International“. Von 2003 bis Ende Oktober 2011 war er Mitarbeiter in der Hauptabteilung Religion des ORF-Hörfunks. Dort war er zuständig für aktuelle Beiträge in „Religion aktuell“, „Praxis“ sowie für Journale und Nachrichten des aktuellen Dienstes. Er war Moderator von „Religion aktuell“ und Redakteur der ORF-Religion im Internet.
In den siebziger und achtziger Jahren unterhielt er intensive Kontakte zu (links)christlichen Organisationen und Persönlichkeiten in West- und Osteuropa, Lateinamerika und im südlichen Afrika. Krims war Teilnehmer mehrerer Allchristlicher Friedensversammlungen der Christlichen Friedenskonferenz in Prag. Von 1991 bis 1997 war er Vizepräsident der Österreichischen Journalistengewerkschaft sowie von 1998 bis 2003 Betriebsratsvorsitzender von Radio Österreich International und kooptiertes Mitglied des ORF-Zentralbetriebsrates.

Titelblatt der Zeitschrift

In der von ihm gegründeten und redigierten Zeitschrift Kritisches Christentum kommen Theologen und Kirchenleute aus Europa und der Dritten Welt zu Wort. Er ist seit 1972 Vorsitzender des Vereins „Aktion Kritisches Christentum“, der diese Zeitschrift seit 1976 zuerst monatlich, seit 2002 im zweimonatlichen Turnus herausgibt. Er war Mitbegründer der Chile-Solidaritätsfront (1973) und der Anti-Apartheid-Bewegung in Österreich (1976) und war Vorstands-Mitglied im Verein „Dokumentations- und Kooperationszentrum Südliches Afrika“ (SADOCC) sowie der Österreichischen Namibia-Gesellschaft. Er gehörte ab September 2011 dem Vorstand der österreichischen Sektion von Pax Christi an, von März 2016 bis März 2023 war er Vizepräsident.
Krims ist seit 1975 verheiratet und der Vater eines Sohnes und einer Tochter.

## Publikationen

### Bücher
- Portugal in Afrika, hg. vom Wiener Institut für Entwicklungsfragen 1973
- Sinn und Unsinn des Religionsunterrichtes, Bertelsmann München, Gütersloh, Wien 1974
- Karol Wojtyła, Programm und Politik des Papstes, Pahl-Rugenstein, Köln 1982
- Karol Wojtyła, Papst und Politiker, Pahl-Rugenstein, Köln 1986, neu bearbeitete, aktualisierte und erweiterte Auflage
- Karol Wojtyła, Paus en Politicus, In de Knipscheer, Haarlem und Brüssel 1985.
- Karol Wojtyła, Programa y política del papa, El Día, Mexico 1984.
- Karol Wojtyła, Programa y política del papa, Editora Pueblo y Liberación, Medellín 1985

### Mitarbeit an Sammelbänden
- „Vom Tod der Machtkirche zur Auferstehung des Christentums“, in: Rolf Italiaander (Hrsg.), „Argumente kritischer Christen. Warum wir nicht aus der Kirche austreten“. Echter Verlag, Würzburg; Verlag der Ev.-Luth. Mission, Erlangen 1971
- „Christlicher Glaube und gesellschaftlicher Fortschritt“, in: Franz Dotter, Walter Maklin, Josef Sampl (Hrsg.): „Christliche Markierungen“, Europaverlag Wien, München, Zürich, 1979
- Vorwort zu: Vekoslav Grmič, „Christentum und Sozialismus“, Drava Verlag, Klagenfurt/Celovec 1988
- „Von links gesehen“, in: Franz Richard Reiter (Hrsg.), „Wer war Leopold Ungar?“, Ephelant Verlag, Wien 1994
- „Dritte-Welt-Solidarität in der Krise. Der Dienst der Kirchen unter den Bedingungen des allmächtigen Marktes“, in: Thomas Krobath, Michael Bünker (Hrsg.), „Kirche – lernfähig für die Zukunft? Festschrift für Johannes Dantine zum 60. Geburtstag“, Tyrolia Verlag, Innsbruck 1998
- „Zum 75. Geburtstag von Carl Ordnung“, in: Paul Gräsle (Hrsg.), „Christliches Zeugnis in politisch wechselhaften Zeiten“, Christliches Verlagshaus, Stuttgart 2003
- „Kirche, Öffentlichkeit, Politik“, In: Michael Bünker, Evelyn Martin (Hrsg.)"Der Himmel ist ein Stück von Wien, Festschrift für Peter Karner", Tyrolia Verlag, Innsbruck 2004
- „Der österreichische Weg“, in: Franz Richard Reiter (Hrsg.), „100 Vorschläge für ein besseres Österreich“, Ephelant Verlag, Wien 2006
- „Frederick Mayer und 'Kritisches Christentum'“, in: Alice Strigl (Hrsg.), „Frederick Mayer – zum Gedenken. Schöpferische Expansion“, Böhlau Verlag, Wien-Köln-Weimar 2008
- „Leserbriefe landen beim Bischof“, in: Franz Xaver Rohrhofer (Hrsg.) „Die 68er in Oberösterreich: Oder: Die Lust an der Provokation“, Trauner-Verlag, Linz 2008
- „Zur (Vor-)Geschichte der Anti-Apartheid-Bewegung in Österreich“, in: Bernhard Bozek (Hrsg.), „Free Nelson Mandela! Geschichte der Anti-Apartheid-Bewegung in Österreich“, Dokumentations- und Kooperationszentrum Südliches Afrika (SADOCC), Wien 2024.